# Choszczak
Choszczak es un pueblo de Polonia, en Mazovia.  Se encuentra en el distrito (Gmina) de Dębe Wielkie, perteneciente al condado (Powiat) de Mińsk. Se encuentra aproximadamente a 4 kilómetros  al sureste de Dębe Wielkie, a 7 km al oeste de Mińsk Mazowiecki, y a 33 km  al este de Varsovia. Su población es de 14 habitantes.